# Bulbinella nana
Bulbinella nana är en grästrädsväxtart som beskrevs av Pauline Lesley Perry. Bulbinella nana ingår i släktet Bulbinella och familjen grästrädsväxter. Inga underarter finns listade i Catalogue of Life.